# Pianoconcert nr. 3 (Kabalevski)
Het Pianoconcert nr. 3 in D majeur, opus  is een in 1952 gecomponeerd werk van de Russische componist Dmitri Kabalevski. Hij droeg het in 1952 geschreven pianoconcert op aan "de jeugdige muzikanten van de Sovjet-Unie.
Het concert bestaat uit drie delen:
1. Allegro molto
2. Andante con moto
3. Presto

## Geschiedenis
Kabalevski schreef drie concerten voor de "jeugdige Sovjetmuzikanten"; zijn vioolconcert, zijn eerste celloconcert en dit derde pianoconcert. Hij wilde voor de jeugdige muzikant wat prettigere muziek schrijven dan de indertijd gangbare klassiekers in de Sovjet.

## Het concert
Het Allegro molto opent met een dramatische trompetfanfare gevolgd door een wervelende melodie van de piano die een aardig vleugje weg heeft van de grote pianoconcerten van Tsjaikovski en Rachmaninov. Een cadenza volgt. Hierna keert het openingsthema terug waarna het Allegro molto eindigt in de fanfare waarmee zij begon.
Het Andante con moto begint in g mineur in een veel minder vriendelijke ambiance met pizzicato van de strijkers waarover de piano een melodie in octaven speelt. Een snellere glinsterende melodie staat centraal in het tweede deel. Deze melodie doorloopt verschillende majeur toonsoorten alvorens zich het openingsthema in g mineur zich weer aandoet die deze keer forte door het orkest bijgestaan wordt. Het rustige karakter keer weer terug om het Andante con moto af te sluiten.
Een demonisch Presto doet zich nu aan die met een daverende snelheid zich voortzet. Het rappe karakter wordt alleen even onderbroken voor een kleine mars. Tegen het einde speelt de pianist tezamen met het orkest een zwepende romantische melodie die geciteerd wordt uit het Allegro molto. Een vlug coda uit het derde deel volgt waarmee het concert ten einde is.